# Liste des cavités naturelles les plus profondes de la Dordogne
La liste des cavités naturelles les plus profondes de la Dordogne recense, sous forme de tableau(x), les cavités souterraines naturelles connues dans ce département français, dont le dénivelé est supérieur ou égal à trente mètres.
La communauté spéléologique considère qu'une cavité souterraine naturelle n'existe vraiment qu'à partir du moment où elle est « inventée » c'est-à-dire découverte (ou redécouverte), inventoriée, topographiée et publiée. Bien sûr, la réalité physique d'une cavité naturelle est la plupart du temps bien antérieure à sa découverte par l'homme ; cependant tant qu'elle n'est pas explorée, mesurée et révélée, la cavité naturelle n'appartient pas au domaine de la connaissance partagée.
La liste spéléométrique des 43 plus profondes cavités naturelles de la Dordogne (≥ trente mètres) est actualisée à décembre 2020.
La plus profonde cavité souterraine naturelle répertoriée dans le département de la Dordogne est  « le gouffre du Grand Soucy », sur la commune de Saint-Vincent-sur-l'Isle, plongé jusqu'à -184 mètres (cf. ligne 1 du tableau ci-dessous).
| \| Histogramme de la répartition des plus profondes cavités naturelles de laDordogne par classe de dénivelé -- Les 43 cavités citées fin 2020 sont réparties en 4 classes de dénivelé -- \| \| \| \| \| \| \| \| \| \| \| \| \| \| \| classe I >= 100 m 4 cavité[s] \| classe II >= 50 m et < 100 m 4 cavités \| classe III >= 40 m et < 50 m 8 cavités \| classe IV >= 30 m et < 40 m 27 cavités \| \| |                               |                                        |                                        |                                        |  |
| Le graphique qui aurait dû être présenté ici ne peut pas être affiché car il utilise l'ancienne extension Graph, désactivée pour des questions de sécurité. Des indications pour créer un nouveau graphique avec la nouvelle extension Chart sont disponibles ici . |                               |                                        |                                        |                                        |  |
| Histogramme de la répartition des plus profondes cavités naturelles de laDordogne par classe de dénivelé -- Les 43 cavités citées fin 2020 sont réparties en 4 classes de dénivelé -- |                               |                                        |                                        |                                        |  |
| |                               |                                        |                                        |                                        |  |
| | classe I >= 100 m 4 cavité[s] | classe II >= 50 m et < 100 m 4 cavités | classe III >= 40 m et < 50 m 8 cavités | classe IV >= 30 m et < 40 m 27 cavités |  |

## Cavités de la Dordogne (France) dont la dénivellation est supérieure ou égale à100 mètres
4 cavités sont recensées dans cette « classe I » au 31-12-2020.
| N° | Cavité (autres noms)   | Commune                  | Massif ou zone | Coord. (WGS 84)             | Déniv. (mètres) | Dévelop. (mètres) | Sources ou références | Mise à jour |
| -- | ---------------------- | ------------------------ | -------------- | --------------------------- | --------------- | ----------------- | --------------------- | ----------- |
| 1  | Gouffre du Grand Soucy | Saint-Vincent-sur-l'Isle |                | 45° 14′ 35″ N, 0° 53′ 33″ E | +184, m         | NC                | plongeesout.com       | 2003-01     |
| 2  | Trou du Vent           | Bouzic                   |                | 44° 43′ 12″ N, 1° 13′ 15″ E | +104, m         | +10 800, m        | Francis Guichard      | 2000-01     |
| 3  | Croze à Rolland        | Nadaillac                |                | 45° 02′ 24″ N, 1° 23′ 17″ E | +125, m         | +1 700, m         | Karsteau              | 2005-12     |
| 4  | Eydze d'En Brousse     | Jayac                    |                | 45° 01′ 54″ N, 1° 21′ 48″ E | +100, m         | +2 993, m         | Karsteau              | 2021-03     |

## Cavités de la Dordogne (France) dont la dénivellation est comprise entre50 mètreset99 mètres
4 cavités sont recensées au 31-12-2020.
| N° | Cavité (autres noms)     | Commune               | Massif ou zone | Coord. (WGS 84)                 | Déniv. (mètres) | Dévelop. (mètres) | Sources ou références                       | Mise à jour |
| -- | ------------------------ | --------------------- | -------------- | ------------------------------- | --------------- | ----------------- | ------------------------------------------- | ----------- |
| 5  | Résurgence de Bleufond   | Montignac-Lascaux     |                | 45° 03′ 35,4″ N, 1° 09′ 36,6″ E | +0070, m        | NC                | Info plongée n°109                          | 2019-12     |
| 6  | Doux de Coly             | La Cassagne           |                | 45° 04′ 01″ N, 1° 17′ 36″ E     | +065, m         | +5 880, m         | Spéléométrie de la France & plongeesout.com | 2001-01     |
| 7  | Eydze de la Raysse 2     | Jayac                 |                | 45° 02′ 50″ N, 1° 21′ 40″ E     | +062, m         | +0130, m          | Spéléométrie de la France                   | 2000-12     |
| 8  | Eydze de la Combe de Pau | Terrasson-Lavilledieu |                | 45° 07′ 02″ N, 1° 18′ 10″ E     | +056, m         | NC                | Spéléométrie de la France                   | 2000-12     |

## Cavités de la Dordogne (France) dont la dénivellation est comprise entre40 mètreset49 mètres
8 cavités sont recensées au 31-12-2020.
| N° | Cavité (autres noms)                             | Commune                 | Massif ou zone | Coord. (WGS 84)             | Déniv. (mètres) | Dévelop. (mètres) | Sources ou références     | Mise à jour |
| -- | ------------------------------------------------ | ----------------------- | -------------- | --------------------------- | --------------- | ----------------- | ------------------------- | ----------- |
| 9  | Ruisseau souterrain de Sarconnat - Les Charreaux | Excideuil               |                | 45° 19′ 34″ N, 1° 03′ 09″ E | +048, m         | +6 768, m         | Spéléométrie de la France | 2000-12     |
| 10 | Gouffre de Beaubeau                              | Gout-Rossignol          |                | 45° 26′ 10″ N, 0° 23′ 23″ E | +047, m         | NC                | Spéléométrie de la France | 2000-12     |
| 11 | Gouffre des Grandes Grèzes                       | Nadaillac               |                | 45° 01′ 29″ N, 1° 22′ 57″ E | +046, m         | NC                | Spéléométrie de la France | 2000-12     |
| 12 | Eydze de Pech Peyrou                             | Nadaillac               |                | 45° 00′ 10″ N, 1° 22′ 40″ E | +045, m         | +0150, m          | Spéléométrie de la France | 2000-12     |
| 13 | Gouffre de Paussac                               | Paussac-et-Saint-Vivien |                | 45° 20′ 34″ N, 0° 31′ 25″ E | +044, m         | NC                | Spéléométrie de la France | 2000-12     |
| 14 | Gouffre de Proumeyssac                           | Audrix                  |                | 44° 53′ 26″ N, 0° 56′ 05″ E | +042, m         | NC                | Spéléométrie de la France | 2000-12     |
| 15 | Trou du Petit Homme                              | Cherveix-Cubas          |                | 45° 16′ 03″ N, 1° 06′ 08″ E | +041, m         | +3 750, m         | Karsteau                  | 2003-11     |
| 16 | Trou de l'Arc                                    | Domme                   |                | 44° 48′ 23″ N, 1° 14′ 42″ E | +040, m         | +0890, m          | Spéléométrie de la France | 2000-12     |

## Cavités de la Dordogne (France) dont la dénivellation est comprise entre30 mètreset39 mètres
27 cavités sont recensées au 1-11-2020.
| N° | Cavité (autres noms)                 | Commune                     | Massif ou zone | Coord. (WGS 84)             | Déniv. (mètres) | Dévelop. (mètres) | Sources ou références     | Mise à jour |
| -- | ------------------------------------ | --------------------------- | -------------- | --------------------------- | --------------- | ----------------- | ------------------------- | ----------- |
| 17 | Grotte de la Plaine de Thomas        | Campagnac-lès-Quercy        |                | 44° 41′ 34″ N, 1° 08′ 59″ E | +039, m         | +0810, m          | Spéléométrie de la France | 2000-12     |
| 18 | Puits et grotte noyée de la Borie    | Val de Louyre et Caudeau    |                |                             | +038, m         | NC                | Spéléométrie de la France | 2000-12     |
| 19 | Grotte de Vieilmouly                 | Les Eyzies-de-Tayac-Sireuil |                | 44° 55′ 55″ N, 1° 04′ 26″ E | +037, m         | NC                | Spéléométrie de la France | 2000-12     |
| 20 | Eydze de Pech d'Assial               | Borrèze                     |                | 44° 57′ 21″ N, 1° 24′ 11″ E | +037, m         | NC                | Spéléométrie de la France | 2000-12     |
| 21 | Gouffre de la Contarie               | Azerat                      |                | 45° 09′ 56″ N, 1° 06′ 01″ E | +036, m         | NC                | Spéléométrie de la France | 2000-12     |
| 22 | Puits de la Roche                    | Jaure                       |                | 45° 03′ 31″ N, 0° 33′ 12″ E | +036, m         | NC                | Spéléométrie de la France | 2000-12     |
| 23 | Gouffre de Gadeau                    | Coulaures                   |                | 45° 17′ 13″ N, 1° 00′ 03″ E | +035, m         | NC                | Spéléométrie de la France | 2000-12     |
| 24 | Gouffre du Canadien                  | Castelnaud-la-Chapelle      |                | 44° 46′ 52″ N, 1° 06′ 04″ E | +035, m         | NC                | Spéléométrie de la France | 2000-12     |
| 25 | Puits du Château de Campagne         | Saint-Pardoux-et-Vielvic    |                | 44° 46′ 18″ N, 0° 58′ 47″ E | +035, m         | NC                | Spéléométrie de la France | 2000-12     |
| 26 | Grotte de Bara-Bahau                 | Le Bugue                    |                | 44° 55′ 27″ N, 0° 55′ 19″ E | +033, m         | NC                | Spéléométrie de la France | 2000-12     |
| 27 | Grotte des Fraux                     | La Bachellerie              |                | 45° 07′ 58″ N, 1° 09′ 31″ E | +032, m         | NC                | Spéléométrie de la France | 2000-12     |
| 28 | Aven-perte des Vigneaux              | Tourtoirac                  |                | 45° 15′ 30″ N, 1° 05′ 19″ E | +032, m         | +0102, m          | Karsteau                  | 2019-10     |
| 29 | Perte de la Cave                     | Granges-d'Ans               |                | 45° 11′ 54″ N, 1° 06′ 07″ E | +031, m         | +1 400, m         | Spéléométrie de la France | 2000-12     |
| 30 | Gouffre de Paley                     | Azerat                      |                | 45° 10′ 16″ N, 1° 05′ 27″ E | +031, m         | NC                | Spéléométrie de la France | 2000-12     |
| 31 | Gouffre de Salavert                  | Borrèze                     |                | 44° 58′ 12″ N, 1° 22′ 54″ E | +031, m         | NC                | Spéléométrie de la France | 2000-12     |
| 32 | Trou du Loup                         | Domme                       |                | 44° 49′ 12″ N, 1° 15′ 13″ E | +031, m         | NC                | Spéléométrie de la France | 2000-12     |
| 33 | Puits de Pechmezel                   | Borrèze                     |                | 44° 58′ 59″ N, 1° 24′ 43″ E | +030, m         | NC                | Spéléométrie de la France | 2000-12     |
| 34 | Gouffre de Crobique                  | Beynac-et-Cazenac           |                | 44° 50′ 44″ N, 1° 08′ 34″ E | +030, m         | +0980, m          | Spéléométrie de la France | 2000-12     |
| 35 | Gouffre de Veyreyras                 | Thiviers                    |                |                             | +030, m         | NC                | Spéléométrie de la France | 2000-12     |
| 36 | Perte du Cros                        | Chalagnac                   |                | 45° 05′ 05″ N, 0° 42′ 20″ E | +030, m         | NC                | Spéléométrie de la France | 2000-12     |
| 37 | Gouffre des Grèzes                   | Les Coteaux Périgourdins    |                |                             | +030, m         | NC                | Spéléométrie de la France | 2000-12     |
| 38 | Gouffre de la Terrassonie            | Chancelade                  |                | 45° 12′ 17″ N, 0° 38′ 44″ E | +030, m         | NC                | Spéléométrie de la France | 2000-12     |
| 39 | Grottes de Cournazac - Paulin        | Les Eyzies-de-Tayac-Sireuil |                | 44° 55′ 43″ N, 1° 02′ 06″ E | +030, m         | +0650, m          | Spéléométrie de la France | 2000-12     |
| 40 | Grotte de Journiac                   | Journiac                    |                | 44° 58′ 48″ N, 0° 53′ 15″ E | +030, m         | +0950, m          | Spéléométrie de la France | 2000-12     |
| 41 | Trou de la Millette                  | Nailhac                     |                | 45° 13′ 59″ N, 1° 08′ 03″ E | +030, m         | +4 500, m         | Spéléométrie de la France | 2000-12     |
| 42 | Source de Glane                      | Saint-Jory-las-Bloux        |                | 45° 19′ 48″ N, 0° 56′ 34″ E | +030, m         | +0850, m          | Spéléométrie de la France | 2000-12     |
| 43 | Grotte de la Plansonnie - Le Poirier | Azerat                      |                | 45° 10′ 02″ N, 1° 06′ 42″ E | +030, m         | +1 000, m         | Spéléométrie de la France | 2000-12     |